# Отамани Холодного Яру
«Отамани холодного яру» — український документальний телевізійний фільм, що розповідає про героїчну боротьбу холодноярських козаків та українського народу за незалежність своєї батьківщини проти більшовицьких окупантів.

## Інформація про фільм
Хмельниччина, Коліївщина, «Чигиринська змова», «Таємна дружина», селянські повстання в добу Першої російської революції — усе це передісторія Холодноярської організації початку ХХ століття. І творилася нова збройна сила на тих же землях, у тих же селах, містечках і містах, що й Коліївщина: у Медведівці, Мельниках, Буді, Жаботині, Білозір'ї, Смілі…
Не дивно, що московські окупанти називали Холодноярську організацію «чєм-то вродє пєтлюровской „Запорожской Сєчі“».